# Roger Peyrefitte
Roger Peyrefitte (nascut a Castres, el 17 d'agost de 1907; mort a París, el 5 de novembre de 2000) va ser un escriptor occità d'expressió francesa, autor de novel·les i de biografies històriques, sovint amb una temàtica homoeròtica.
És parent d'Alain Peyrefitte, ministre francès. És conegut per la seva novel·la Les Amitiés particulières (Les amistats particulars), un dels primers texts literaris d'aquesta època que descrivia una relació d'amor entre dos nois menors.

## Biografia
Va ser escolaritzat a diferents col·legis religiosos (jesuïtes i llatzeristes) del sud-oest de França. D'aquesta educació, va guardar una hostilitat inveterada vers l'Església Catòlica, una altra temàtica recurrent de les seves obres. Va estudiar després a la Facultat de Lletres de Tolosa de Llenguadoc i continuar a l'École libre des sciences politiques (Escola Lliure de Ciències Polítiques). Va ser secretari d'ambaixada a Atenes del 1932 al 1938. De tornada a París, va renunciar a la carrera diplomàtica l'octubre del 1940. Reintegrat el maig del 1943, va ser destinat a París i el febrer del 1945 deixà definitivament la seva carrera diplomàtica. Aquell mateix any assenyala el començament de la seva activitat com a escriptor i historiador.
Va quedar un personatge controvertit. Per certs és considerat com un precursor del moviment LGBT en ser un dels primers a utilitzar una temàtica obertament gai, per d'altres més com una molèstia, un esnob de mal gust, que per la seva afecció per l'escàndol i l'edat dels seus amants, va desservir la causa de l'emancipació.

## Les Amitiés particulières
El seu debut, la novel·la Les Amitiés particulières va aparèixer el 1944 i és considerada la seva obra més coneguda. Guanyadora del premi Renaudot del 1944 (adjudicat el 1945 a causa de la guerra). En gran manera autobiogràfica, tracta de la relació amorosa entre dos nois en un internat catòlic, que és destruïda per la intervenció d'un sacerdot que vol protegir-los de l'homosexualitat.
El 1964, Jean Delannoy va rodar la pel·lícula del mateix nom a l'Abadia de Royaumont a Asnières-sur-Oise. És un dels primers films que descriu un amor masculí amb poesia i credibilitat iguals a les més tradicionals històries entre home i dona. L'escriptor catòlic François Mauriac va criticar el film com a immoral; després d'això, Peyrefitte, aficionat d'escàndol, va fer l'outing de Mauriac. A França, la pel·lícula va ser prohibida als menors de divuit anys.

## Altres obres
- Mademoiselle de Murville, novel·la, Jean Vigneau, 1947
- Le Prince des Neiges : drame en trois actes, Jean Vigneau, 1947
- L'Oracle, novel·la, Jean Vigneau, 1948 (ed. definitiva el 1974)
- Les Amours singulières, novel·la, Jean Vigneau, 1949
- La Mort d'une mère, Flammarion, 1950
- Les Ambassades, novel·la, Flammarion, 1951
- Du Vésuve à l'Etna, relat, Flammarion, 1952
- La Fin des ambassades, novel·la, Flammarion, 1953
- Les Amours de Lucien de Samosate (traduït del grec), Flammarion, 1954
- Les Clés de saint Pierre, novel·la, Flammarion, 1955
- Jeunes proies, Flammarion, 1956
- Chevaliers de Malte, Flammarion, 1957
- L'Exilé de Capri, Flammarion, 1959 (reed. Le Livre de Poche, 1974, amb un capítol supplementari
- Le Spectateur nocturne, diàleg dramàtic, Flammarion, 1960
- Les Fils de la Lumière, Flammarion, 1961
- La Nature du prince, Flammarion, 1963. La traducció en castellà "La naturaleza del príncipe", prohibit a Espanya als anys 1960 va ser recuperat el 2007.[9]
- Les Secrets des conclaves, Flammarion, 1964
- Les Juifs, Flammarion, 1965
- Notre amour, Flammarion, 1967
- Les Américains, novel·la, Flammarion, 1968
- Des Français, novel·la, Flammarion, 1970
- La Coloquinte, novel·la, Flammarion, 1971
- Manouche, novel·la, Flammarion, 1972
- L'Enfant Amour, assaig, Flammarion, 1972
- Un Musée de l'amour, il·lustrat amb fotografies de Marianne Haas, Éd. du Rocher, 1972
- La Muse garçonnière, textos traduïts del grec, Flammarion, 1973
- Tableaux de chasse, ou La vie extraordinaire de Fernand Legros, Albin Michel, 1976
- Propos secrets (tom 1), Albin Michel, 1977.
- Trilogie sur Alexandre le Grand, Albin Michel:
  - I. - La Jeunesse d'Alexandre, 1977
  - II. - Les Conquêtes d'Alexandre, 1979
  - III. - Alexandre le Grand, 1981
- L'Enfant de cœur, Albin Michel, 1978
- Roy, Albin Michel, 1979
- Propos secrets 2, Albin Michel, 1980.
- L'Illustre écrivain, Albin Michel, 1982
- Correspondance Henry de Montherlant–Roger Peyrefitte [1938-1941] (tom 1), presentació i notes de R. Peyrefitte i Pierre Sipriot, Robert Laffont, 1983 (els següents volums previstos no seran publicats).
- La Soutane rouge, Mercure de France, 1983
- Voltaire, sa jeunesse et son temps, Albin Michel, 1985
- L'Innominato: nouveaux propos secrets, Albin Michel, 1989
- Réflexion sur De Gaulle, París, Régionales, 1991
- Voltaire et Frédéric II, Albin Michel, 1992
- Le Dernier des Sivry, Éd. du Rocher, Mònaco, 1993
- Retours en Sicile, Éd. du Rocher, Mònaco, 1996